# (1784) Benguella
(1784) Benguella es un asteroide que forma parte del cinturón de asteroides y fue descubierto el 30 de junio de 1935 por Cyril V. Jackson desde el observatorio Union de Johannesburgo, República Sudaficana.

## Designación y nombre
Benguella recibió inicialmente la designación de 1935 MG.
Más adelante se nombró por la ciudad angoleña de Benguela.

## Características orbitales
Benguella está situado a una distancia media de 2,404 ua del Sol, pudiendo alejarse hasta 2,726 ua y acercarse hasta 2,082 ua. Tiene una excentricidad de 0,1338 y una inclinación orbital de 1,473°. Emplea 1361 días en completar una órbita alrededor del Sol.